# Istituto Politecnico di Charkiv
L'Istituto Politecnico di Charkiv (in ucraino Харьковский политехнический институт?) è un'università tecnica di Charkiv. È la più grande ed antica università tecnica dell'Ucraina orientale.

## Storia
L'università venne fondata nel 1885 nell'ambito dei programmi di educazione tecnica dell'Impero russo redatti da Dmitrij Mendeleev. Inizialmente aveva due dipartimenti, meccanico e chimico, a cui erano iscritti 125 studenti.
il primo rettore fu Viktor Kirpičëv, un professore emerito specializzato in meccanica e tecnologia dei materiali.
Nel 1898 fu rinominata "Istituto Tecnologico Imperatore Alessandro III". Dopo la rivoluzione bolscevica del 1917, nel 1923 fu rinominata in onore di Vladimir Lenin con il nome  "Istituto Tecnologico V.I. Lenin". Nel 1929 fu rinominato 
"Istituto Politecnico di Kharkiv V.I. Lenin", nome che mantenne fino alla dissoluzione dell'Unione Sovietica. 
Dopo l'indipendenza dell'Ucraina, nel 1994 il governo ucraino attribuì lo status di università all'istituto, che prese il nome "Università Tecnica Statale di Charkiv". Nel 2000 un decreto del presidente dell'Ucraina le diede lo status di Università tecnica Nazionale.

## Campus e dipartimenti
L'università è suddivisa in due campus principali, U-1 e U-2, con un totale di circa 20 edifici. Vi è anche un campus esterno situato a Černivci. 
Principali dipartimenti:

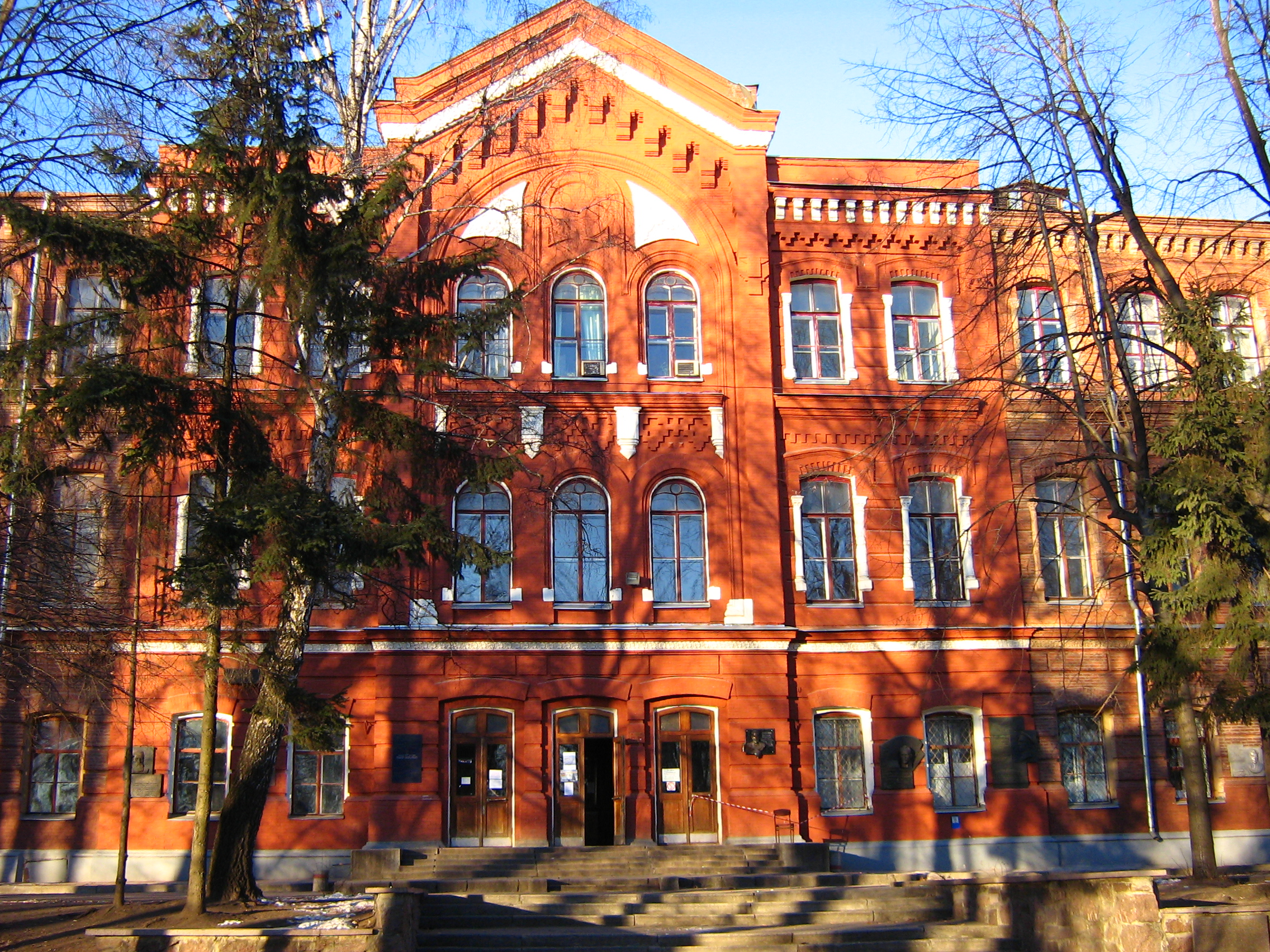
L'edificio amministrativo principale

- Dipartimento di ingegneria meccanica
- Dipartimento di ingegneria dei trasporti
- Dipartimento di ingegneria chimica
- Dipartimento di ingegneria elettrica
- Dipartimento di ingegneria della strumentazione
- Dipartimento di fisica e tecnologia
- Dipartimento di chimica inorganica
- Dipartimento di chimica organica
- Dipartimento di economia
- Dipartimento di amministrazione aziendale
- Dipartimento di informatica
- Dipartimento di legge
- Dipartimento di educazione militare

Tra le personalità e scienziati che hanno studiato al politecnico di Charkiv si possono citare: 
- Leonid Borisovič Krasin, politico e diplomatico russo e sovietico
- Lev Davidovič Landau, fisico sovietico, Premio Nobel per la fisica nel 1962
- Michail Iosifovič Gurevič, ingegnere aeronautico sovietico